# تايلر أوكلي
ماثيو تايلر أوكلي (ولد في 22 مارس 1989)، يوتيوبر أمريكي، وممثل وناشط ومؤلف. كرّس أوكلي جهودًا كبيرة من أجل الشباب من أفراد مجتمع الميم، وحقوق أفراد مجتمع الميم، بالإضافة إلى القضايا الاجتماعية بما في ذلك الرعاية الصحية والتعليم ومنع الانتحار بين شباب مجتمع الميم. ينشر أوكلي بانتظام موادًا حول مواضيع مختلفة، بما في ذلك الثقافة الشعبية والفكاهة.
حصدت قناته منذ تحميل أول فيديو له في عام 2007، أكثر من 683 مليون مشاهدة، وأكثر من 8 ملايين مشترك. كان أوكلي، المعترف بمثليته علنًا، عضوًا في القناة التعاونية الناجحة «فايف أوسوم غيز»، إذ أنتج فيديو الجمعة لأكثر من ثلاث سنوات.
ظهر في برنامج فرونت لاين الاستقصائي لعام 2014 «جينيريشن لايك»، الذي يتتبع «تفاعل المراهقين المباشر مع الثقافة الشعبية» كتتمة لتقرير عام 2001 «ذا مارشانتس أوف كول». صنف موقع سوشال بليد، وهو موقع ويب يقيم حسابات يوتيوب وإنستغرام، قناة أوكلي على يوتيوب بدرجة «بي» اعتبارًا من 1 فبراير 2021، واحتل المرتبة 1434 من حيث عدد المشتركين، والمرتبة 7022 من حيث عدد المشاهدات، بينما صنفه الموقع ذاته بمرتبة 345,254. حصد حسابه على تويتر أكثر من 5.6 مليون متابع، وحسابه على إنستغرام حوالي 5.6 مليون أيضًا، وذلك بحلول 1 فبراير 2021.
شارك أوكلي بين مارس وأكتوبر 2013، في استضافة برنامج لآخر مستجدات الثقافة الشعبية «توب ذات» مع بيكا فروخيت لصالح شركة بوب شوغار. أدّى صوت السيد ماكنيلي لخمس أجزاء من سلسلة الويب أكثر الفتيات شهرةً في المدرسة، بين عامي 2013 و2014. يتابعه الآن الآلاف من المتابعين على فيسبوك وتامبلر. أصدر في عام 2015 مجموعته الأولى من المقالات الشخصية الفكاهية بعنوان بينغ، بإنتاج سايمون وشوستر.
استضاف أوكلي برنامج ذا تايلر أوكلي شو الأسبوعي على منصة إلين تيوب الخاصة بإلين دي جينيريس. ورد اسمه في قوائم فوربس «ثلاثون تحت الثلاثين».

## النشأة
ولد ماثيو تايلر أوكلي في 22 مارس 1989، في جاكسون بولاية ميشيغان. ولديه اثنا عشر أخًا. تطلّق والداه عندما كان رضيعًا، وانتقل عندما أصبح في الصف السادس إلى أوكيموس، وانخرط في الجوقات والتمثيل. عانى من النهم العصبي عندما كان مراهقًا.
حصل أوكلي على بكالوريوس في التواصل والتسويق ووسائل التواصل الاجتماعي من جامعة ولاية ميشيغان. أصيب باكتئاب قصير خلال دراسته، بعد انفصاله عن حبيبه بعد فترة طويلة من علاقتهما. اعترف أوكلي بأنه فكر في الانتحار في ذلك الوقت. وكان ذلك أيضًا عندما انخرط في اليوتيوب لأول مرة، مستخدمًا موقع مشاركة الفيديو للتواصل مع أصدقائه في المدرسة الثانوية، والذين توجهوا للدراسة في كليات مختلفة.

## مسيرته

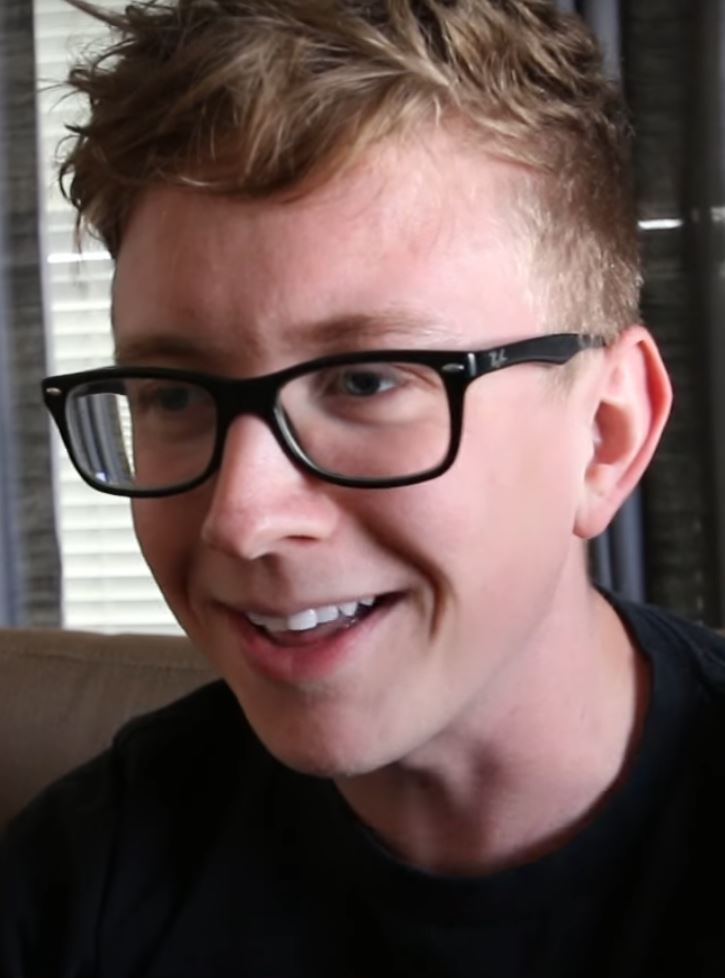
تايلر أوكلي يظهر في فيديو "في لوغ براثرز" 2016

### وسائل التواصل الاجتماعي
ينشط أوكلي على العديد من منصات التواصل الاجتماعي، ويعتبر نفسه «معجبًا مهووسًا احترافيًا»، فهو معجب بكل من دارين كريس من مسلسل غلي، وجولي تشين من برنامج ذا توك الحواري النهاري على قناة سي بي إس. كما غنى ترانيم عيد الميلاد على المسرح مع فرقة الفتيان البوب البريطانية الأيرلندية ون دايركشن والمقدم التلفزيوني جيري سبرينغر.
تلقى أوكلي اهتمامًا كبيرًا من كبار المشاهير والمنظمات، أمثال ليام باين من فرقة ون دايركشن، وكريس كولفر من المسلسل التلفزيوني غلي، وسلسلة مطاعم تاكو بل، وتحديدًا بعد التعليق على تغريداتهم على تويتر، أو التغريد عنهم. أُتيح لأوكلي لقاء الرئيس الأمريكي باراك أوباما، نظرًا للنجاح الذي حققه على وسائل التواصل الاجتماعي، وشهرته على العديد من المنصات وخاصةً يوتيوب. وأنتج فيديو مع السيدة الأولى ميشيل أوباما حول قضايا التعليم.
ينسب أوكلي جزءًا من نجاحه إلى ظهوره كشاب مثليّ، إذ يقول «إن الأمر لا يتعلق كليًا بكوني مثليّ الجنس، بل أشبه ما يكون بأن انعكاس حياتي كمثليّ في جميع الفيديوهات أساسيّ بالنسبة لي». يرى إيلين دي جينيرس مثالًا يحتذى به: «إنها تجسد الشكل الذي أرغبه لتأثيري وتجربتي، إيجابيًا، ومعبرًا عن السعادة، لا عن الفترات السيئة من حياتنا أو سلبيات الأشياء. توظف تأثيرها في سبيل الخير، والجميع يعرف من هي، وما الذي تمثله، وأنها مثلية كذلك».
جاء في عدد ذا أدفوكيت لعام 2014 «أربعون تحت الأربعين: أصوات ناشئة» أنه نظرًا لحضور أوكلي القوي على يوتيوب، يمكننا اعتباره أول مثليّ يظهر علنًا بهذا الشكل للعديد من الناس. يُعد أوكلي من أبرز الشخصيات المؤثرة في عالم المشاهير، إذ بلغت درجة تأثيره 99 وفقًا لبرنامج التسويق الخاص بالمؤثرين كلير.
أعلن أوكلي في ديسمبر 2020، أنه سيتوقف إلى أجل غير مسمى عن إنشاء مقاطع الفيديو على يوتيوب.

### الظهور الحيّ
قدم أوكلي عرضًا حيًا لأول مرة في جولة بعنوان «حفلة مبيت تايلر أوكلي»، حيث ظهر فيه مرتديًا ملابس النوم، وأدى إسكتشات وفقرات تفاعلية مع الجمهور. بيعت بطاقات عرضيه في شيكاغو ورويال أوك بولاية ميشيغان في أوائل أكتوبر في غضون 72 ساعة. شكلت الحفلات السبع في ديسمبر 2014، والتي كانت كلها في الساحل الشرقي، المحطة الثانية من الجولة، التي كان من المفترض أن تشمل 40 مدينة. أشارت فاريتي إلى أن الاتجاه المتمثل في «تحول نجوم الميديا الافتراضيين إلى العروض المباشرة على أرض الواقع» آخذ في الازدياد. شارك أوكلي في جولة ديجي تور الصيفية في الولايات المتحدة لعام 2014 للشخصيات المشهورة على يوتيوب وفاين.